# Димов, Василий Александрович
Васи́лий Алекса́ндрович Ди́мов — российский писатель, прозаик.

## Биография
Родился 7 января 1957 года в городе Измаил (нынешняя Украина), русский по матери (Димова, урожденная Сытина, Ольга Васильевна), болгарин по отцу (Димов Александр Трифонович), гражданство — РФ, основное место жительства Москва, член Союза российских писателей с 1997 г.
В 1978 г. окончил факультет журналистики МГУ им. М. В. Ломоносова. Защитил дипломную работу на кафедре литературной критики под руководством профессора Г. А. Белой.
Первая книга — сборник повестей «Профиль в склеенном зеркале» вышла в 1991 г. в московском издательстве «Арена».
В 1997 г. роман «Аллюзии святого Поссекеля», изданный в 1996 г. в берлинском издательстве «Berliner Debatte» на русском языке, был номинирован на Русский Букер, а в 1999 г. презентовался в немецком переводе на всемирной книжной ярмарке во Франкфурте-на-Майне. Все права на него были приобретены кёльнским издательством «DuMont» (Die vier Leben des heiligen Possekel. Koeln. DuMont Buchverlag. 1999. S. 260, ISBN 3-7701-4470-8).
В 2001 г. в журнале «День и ночь» вышел роман «Тбилиссимо», отдельной книгой он появился в московском издательстве О.Г.И. в 2003 г.
В 2010 г. в журнале
«День и ночь» вышло собрание притчей «Кафказус», в 2012 оно было переведено на
немецкий язык в журнале «Lettre international — Berlin», а в 2012 г. последовало
его философское продолжение «Анабечди» («День и ночь», № 5, 2012).
В
апреле 2014 г. на страницах журнала «День и ночь» вышел  роман «Москва по
понедельникам», номинированный на Русский Букер 2014 г. (общий список).
Василий Димов —
лауреат многих литературных грантов и стипендий в Германии, США и Швеции, таких
как «Literarisches Colloquium», «Literaturwerkstattberlin», Academie Schloss
Solituede, Baltic Centre for Writers и др.
Пишет Василий Димов, как определяет сам автор, в стиле
вымышленного реализма.

## Цитаты
Я – везде чужой, и потому – свободен. ("Профиль в склеенном зеркале")
Собачий характер свойствен не только людям, но иногда и собакам. ("Профиль в склеенном зеркале")
Мы все слушаем эпоху Возрождения. Concerto grosso. Мы все из эпох следующих – Перерождения. Concerto mortale. ("Профиль в склеенном зеркале")
Свобода – всегда эксперимент. Свобода – всегда опасный эксперимент. Свобода всегда делает людей такими, какими они еще никогда не были. ("Тбилиссимо")
Эгоизм музыки, помноженный на эгоизм личности, и есть эгоизм вечности. ("Тбилиссимо")
Конечно, революция меньше, чем любовь, но она все-таки больше, чем обычное гормональное расстройство. ("Кафказус")
Смерть до споров о жанрах не опускается. У неё нет оппонентов. Она сама по себе жанр. ("Кафказус")
Толпу отличает не только отсутствие разума, меры и вкуса. Самое прискорбное: у неё нет памяти. Память присуща личности. Память – молекула вечности. Память как паперть. Возвышает. И над пахлавой. И над аджикой. И над собой. ("Кафказус")
Если писать одну правду, тебя могут привлечь за клевету. Поэтому иногда лучше разбавить её вымыслом. ("Москва по понедельникам")
Измена как высшая форма прозрения. Прозрение как высшая форма измены. ("Москва по понедельникам")
Не воюйте с химерами в себе, чтоб не уничтожить себя как вид. ("Анабечди")
Театр начинается с вешалки, история – с виселицы. Виселицей она и заканчивается. ("Анабечди")
Грех – не грех, если его нельзя искупить. Бред – не бред, если нельзя поставить точный медицинский диагноз. ("Анабечди")
Родина – не там, где ты родился, а там, где тебе хочется умереть.("Анабечди")